# 밴프 국립공원

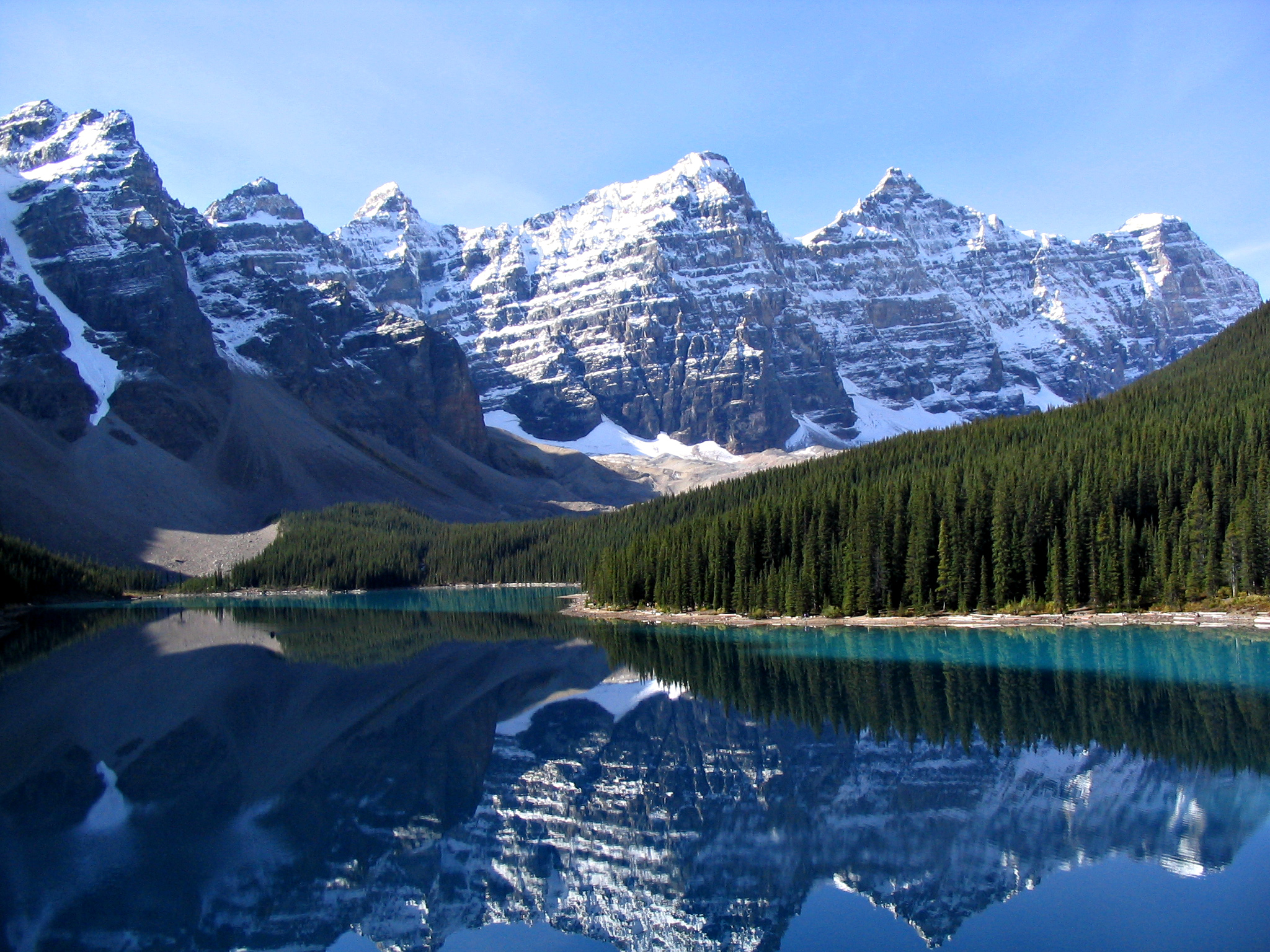
모레인호와 밸리 오브 더 텐 피크스

밴프 국립공원(영어: Banff National Park)은 캐나다에서 가장 오래된 국립공원으로, 로키산맥에서 1885년에 설립되었다. 이 공원은 앨버타주 캘거리에서 서쪽으로 110-180킬로미터 (70-110마일) 지점에 위치하며 수많은 빙하와 빙원을 포함하여 6,641km2  (2,564mi2)의 산지를 점유한다. 아이스필드 파크웨이(Icefields Parkway)는 루이스호수(Lake Louise)에서 뻗어 북쪽의 재스퍼 국립공원(Jasper National Park)까지 연결된다. 서쪽에는 주립 산림과 요호 국립공원이 이웃하고, 남쪽에는 쿠트네이 국립공원, 남동쪽에는 카나나스키스 컨트리가 있다. 공원의 주요 상업 중심지는 보우강(Bow River) 계곡에 있는 밴프(Banff) 마을이다.
캐나다 태평양 철도(Canadian Pacific Railway)는 밴프 초기에 밴프 스프링스 호텔(Banff Springs Hotel)과 샤토 레이크 루이스(Chateau Lake Louise)를 건설하고 광범위한 광고를 통해 관광객을 유치하는 데 중요한 역할을 했다. 20세기 초, 밴프에는 제1차 세계 대전 당시 전쟁 수감자들과 대공황 시대의 공공 사업 프로젝트를 통해 도로가 건설되었다. 1960년대부터 공원 숙박 시설은 일년 내내 문을 열었으며, 1990년대에는 밴프를 찾는 연간 관광객 수가 500만 명 이상으로 늘어났다. 수백만 명이 캐나다 횡단 고속도로를 따라 공원을 통과한다. 밴프에는 연간 300만 명이 넘는 방문객이 방문하면서 생태계의 건강이 위협받고 있다. 1990년대 중반 캐나다 공원청(Parks Canada)은 2년간의 연구를 시작하여 생태학적 온전함을 보존하기 위한 관리 권장 사항과 새로운 정책을 도출했다.
밴프 국립공원은 산지, 아고산대, 고산대를 포함한 3개의 생태 지역으로 구성된 아북극 기후를 가지고 있다. 숲은 낮은 고도에는 로지폴 소나무(Lodgepole Pine)가, 수목 경계선 아래 높은 숲에는 엥겔만 가문비나무(Engelmann Spruce)가 우세하며, 그 위에는 주로 바위와 얼음이 있다. 회색곰, 쿠거, 울버린, 엘크, 큰뿔야생양, 무스 등의 포유류 종과 수백 종의 조류가 발견된다. 파충류와 양서류도 발견되지만 제한된 수의 종만 기록되었다. 산들은 8천만년에서 5천5백만년 전 사이에 새로운 암석 지층 위로 동쪽으로 밀려난 퇴적암으로 형성되었다. 지난 수백만 년 동안 빙하는 때때로 공원의 대부분을 덮었지만 오늘날에는 로키산맥에서 연속적으로 가장 큰 빙하 덩어리인 컬럼비아 아이스필드를 포함하지만 산 경사면에서만 발견된다. 물과 얼음의 침식으로 인해 산이 현재의 모양으로 조각되었다.

## 역사
역사 전반에 걸쳐 밴프 국립공원은 환경보호론자와 토지 착취자들 사이의 긴장 가운데 형성되어 왔다. 이 공원은 1885년 11월 25일에 밴프 온천 보호구역(Banff Hot Springs Reserve)으로 설립되었다. 이곳에서 누가 온천을 발견했고 누가 상업적 이익을 위해 온천을 개발할 권리가 있는지에 대한 상충되는 주장에 대응했다. 존 A. 맥도널드(John A. Macdonald) 총리가 온천을 작은 보호 구역으로 지정했을 때 환경 보호론자들이 우세했다. 이 온천은 나중에 레이크 루이스(Lake Louise)와 북쪽으로 컬럼비아 아이스필드(Columbia Icefield)까지 확장된 기타 지역을 포함하도록 확장되었다.

## 기후
| Banff의 기후                         | Banff의 기후  | Banff의 기후  | Banff의 기후  | Banff의 기후  | Banff의 기후 | Banff의 기후 | Banff의 기후 | Banff의 기후 | Banff의 기후 | Banff의 기후  | Banff의 기후  | Banff의 기후  | Banff의 기후  |
| 월                                   | 1월           | 2월           | 3월           | 4월           | 5월          | 6월          | 7월          | 8월          | 9월          | 10월          | 11월          | 12월          | 연간          |
| ------------------------------------ | ------------- | ------------- | ------------- | ------------- | ------------ | ------------ | ------------ | ------------ | ------------ | ------------- | ------------- | ------------- | ------------- |
| 최고 불쾌지수 기록                   | 12.2          | 14.3          | 16.1          | 24.4          | 29.0         | 30.0         | 33.0         | 32.8         | 30.4         | 24.9          | 15.0          | 12.2          | 33.0          |
| 역대 최고 기온 °C (°F)               | 12.2 (54.0)   | 14.7 (58.5)   | 17.2 (63.0)   | 25.6 (78.1)   | 29.4 (84.9)  | 33.3 (91.9)  | 34.4 (93.9)  | 33.9 (93.0)  | 31.0 (87.8)  | 26.5 (79.7)   | 16.5 (61.7)   | 12.5 (54.5)   | 34.4 (93.9)   |
| 일평균 최고 기온 °C (°F)             | −4.6 (23.7)   | −0.4 (31.3)   | 4.5 (40.1)    | 9.5 (49.1)    | 14.5 (58.1)  | 18.5 (65.3)  | 21.9 (71.4)  | 21.3 (70.3)  | 16.3 (61.3)  | 10.1 (50.2)   | 0.2 (32.4)    | −5.1 (22.8)   | 8.9 (48.0)    |
| 일일 평균 기온 °C (°F)               | −9.3 (15.3)   | −6.0 (21.2)   | −1.4 (29.5)   | 3.5 (38.3)    | 8.1 (46.6)   | 12.0 (53.6)  | 14.6 (58.3)  | 14.1 (57.4)  | 9.5 (49.1)   | 4.4 (39.9)    | −4.1 (24.6)   | −9.2 (15.4)   | 3.0 (37.4)    |
| 일평균 최저 기온 °C (°F)             | −14.1 (6.6)   | −11.6 (11.1)  | −7.3 (18.9)   | −2.5 (27.5)   | 1.7 (35.1)   | 5.4 (41.7)   | 7.4 (45.3)   | 6.9 (44.4)   | 2.7 (36.9)   | −1.3 (29.7)   | −8.4 (16.9)   | −13.3 (8.1)   | −2.9 (26.8)   |
| 역대 최저 기온 °C (°F)               | −51.2 (−60.2) | −45.0 (−49.0) | −40.6 (−41.1) | −27.2 (−17.0) | −17.8 (0.0)  | −3.9 (25.0)  | −1.7 (28.9)  | −4.5 (23.9)  | −16.7 (1.9)  | −27.0 (−16.6) | −40.6 (−41.1) | −48.3 (−54.9) | −51.2 (−60.2) |
| 최저 체감온도 기록                   | −52.1         | −49.1         | −41.8         | −37.0         | −21.1        | −5.3         | −3.2         | −4.7         | −14.4        | −28.7         | −43.1         | −50.6         | −52.1         |
| 평균 강수량 mm (인치)                | 27.5 (1.08)   | 21.9 (0.86)   | 23.4 (0.92)   | 32.4 (1.28)   | 59.6 (2.35)  | 61.7 (2.43)  | 54.2 (2.13)  | 60.1 (2.37)  | 42.1 (1.66)  | 29.4 (1.16)   | 26.8 (1.06)   | 33.2 (1.31)   | 472.3 (18.59) |
| 평균 강우량 mm (인치)                | 2.9 (0.11)    | 1.7 (0.07)    | 2.7 (0.11)    | 12.6 (0.50)   | 44.3 (1.74)  | 59.8 (2.35)  | 54.1 (2.13)  | 60.0 (2.36)  | 37.0 (1.46)  | 13.8 (0.54)   | 4.4 (0.17)    | 3.1 (0.12)    | 296.2 (11.66) |
| 평균 강설량 cm (인치)                | 34.1 (13.4)   | 29.3 (11.5)   | 28.1 (11.1)   | 22.5 (8.9)    | 17.0 (6.7)   | 1.8 (0.7)    | 0.0 (0.0)    | 0.2 (0.1)    | 5.7 (2.2)    | 19.8 (7.8)    | 32.3 (12.7)   | 43.2 (17.0)   | 234.1 (92.2)  |
| 평균 강수일수 (≥ 0.2 mm)             | 10.7          | 9.9           | 10.2          | 10.9          | 13.4         | 15.0         | 14.5         | 15.0         | 11.0         | 9.3           | 10.0          | 11.1          | 141.0         |
| 평균 강우일수 (≥ 0.2 mm)             | 0.8           | 0.9           | 1.6           | 4.8           | 11.7         | 14.9         | 14.5         | 14.9         | 10.0         | 5.6           | 2.3           | 1.0           | 82.9          |
| 평균 강설일수 (≥ 0.2 cm)             | 11.1          | 9.8           | 10.0          | 7.9           | 4.1          | 0.4          | 0.0          | 0.2          | 2.2          | 4.9           | 9.2           | 11.2          | 71.0          |
| 평균 월간 일조시간                   | 58.9          | 93.2          | 127.1         | 159.0         | 201.5        | 207.0        | 254.2        | 213.9        | 171.0        | 130.2         | 81.0          | 43.4          | 1,740.4       |
| 평균 일일 일조시간                   | 1.9           | 3.3           | 4.1           | 5.3           | 6.5          | 6.9          | 8.2          | 6.9          | 5.7          | 4.2           | 2.7           | 1.4           | 4.8           |
| 출처 1: Environment Canada           |               |               |               |               |              |              |              |              |              |               |               |               |               |
| 출처 2: 독일 기상청 (sun, 1948–1970) |               |               |               |               |              |              |              |              |              |               |               |               |               |

## 같이 보기
- 밴프 공원 박물관